# مل اسلین
مل اسلین (انگلیسی: Mel Eslyn؛ زادهٔ ۱۹ اوت ۱۹۸۳) تهیه‌کننده، کارگردان و نویسنده فیلم اهل ایالات متحده آمریکا است. اسلین در سال ۱۹۸۳ در منومنی فولز، ویسکانسین متولد شد. او در سال ۲۰۰۱ از دبیرستان Pewaukee فارغ التحصیل شد. او در صنعت فیلم مستقل سیاتل کار می کند و با فیلم های متعددی با لین شلتون و مارک و جی دوپلاس همکاری داشته است. 
از آثاری که او تهیه‌کنندگی آن را بر عهده داشته است می توان به فیلم یکی را دوست دارم اشاره کرد.